# 모리 시게오
모리 시게오(일본어: 森 茂雄, 1906년 3월 18일 ~ 1977년 6월 24일)는 일본의 전 프로 야구 선수이자 야구 지도자 및 사업가이다. 에히메현 마쓰야마시 출신이며 현역 시절 포지션은 내야수였다.

## 인물
구제 마쓰야마 상업학교(현재의 에히메 현립 마쓰야마 상업고등학교) 시절 내야수였고 이후 와세다 대학에 진학하여 내야수로 활약했다. 1930년에는 주장을 맡아 그 해 감독 대행을 맡기도 하였다. 리그 통산 93경기에 출전해 315타수 78안타, 타율 2할 4푼 8리, 41타점을 기록했다.
와세다 대학 졸업 후 인쇄 회사인 세이분도신코샤에 입사했다. 사무 외에는 와세다 대학 야구부의 추천으로 도쿄 6대학 야구 연맹의 심판을 맡았고 또한 클럽 팀 도쿄 클럽의 선수로 1931년부터 1933년까지 도시 대항 야구 대회에 참가해 2번의 우승에 기여했다.
회사를 퇴사하고 무직이던 시절에 아베 이소오의 강력한 권유로 1935년에 새로 창단된 오사카 타이거스의 초대 감독으로 부임, 등번호는 25번이 되었다. 그러나 이듬해인 1936년 7월 29일에 갑자기 해임되었는데 이것은 직전에 한신 고시엔 구장에서 열린 모회사 한신 전기 철도의 당시 라이벌 기업이자 한신 급행 전철의 구단인 한큐군과의 연습 경기에서 대패한 것이 원인으로 알려져 있다. 모리는 원래 프로 야구계에 투신하는 것을 결단내리지 못하고 있어 한신과의 계약을 언약으로 맺어 본 계약이 없었던 것이 위험했다고 한다.
1937년에 창단한 고라쿠엔 이글스의 선수 겸임 감독으로 계약했으며 1939년까지 감독을 맡아 본인도 대타로서 네 차례나 출장했다.
1946년에는 초청을 받아 도쿄 제국대학 야구부의 코치를 맡아 도쿄 제국대학 최초로 2위로 끌어올리는 데에 기여했다. 1947년 추계부터 1957년까지 와세다 대학 야구부의 감독을 맡아 임기 21시즌 동안 9차례의 우승을 기록했으며 와세다 대학의 황금 시대를 실현했다(임기와 우승 횟수 모두 와세다 감독 중 역대 1위. 9차례의 우승은 메이지 대학 야구부 시마오카 기치로에 이은 2위). 그 동안 대학 강사를 역임하기도 했다.
1959년 다이요 웨일스의 감독 겸 사장이 되어 당시 니시테쓰 라이온스 감독이었던 후배 미하라 오사무의 초빙에 힘을 쏟았다. 처음에는 구단 사장에만 취임할 예정이었으나 미하라가 스포츠 호치의 특종으로 인해 니시테쓰의 아는 곳으로 가는 것이 좌절되어 감독을 겸임한 것으로 알려져 있다. 이듬해인 1960년부터 1972년까지 같은 구단의 대표를 역임했고 1973년부터 1976년까지는 구단의 홈 구장인 가와사키 구장의 사장을 지냈다.
1977년 6월 24일에 향년 71세의 나이로 사망했으며 같은 해 야구 명예의 전당에 입성했다.

## 상세 정보

### 출신 학교
- 구제 에히메 현립 마쓰야마 상업학교(현재의 에히메 현립 마쓰야마 상업고등학교)
- 구제 와세다 대학

### 선수 경력
- 도쿄 클럽
- 고라쿠엔 이글스·이글스(1937년 ~ 1939년)

### 지도자·기타 경력
- 오사카 타이거스 감독(1936년)
- 고라쿠엔 이글스·이글스 감독(1937년 ~ 1939년)
- 도쿄 제국대학 야구부 코치(1946년)
- 와세다 대학 야구부 감독(1947년 ~ 1957년)
- 다이요 웨일스 감독 겸 사장(1959년)
- 다이요 웨일스 구단 대표(1960년 ~ 1972년)

### 수상·타이틀 경력
- 일본 야구 명예의 전당 헌액자(특별 헌액: 1977년)

### 등번호
- 25(1936년)
- 30(1938년 ~ 1939년, 1959년)

### 연도별 타격 성적
| 연 도       | 소 속      | 경 기 | 타 석 | 타 수 | 득 점 | 안 타 | 2 루 타 | 3 루 타 | 홈 런 | 루 타 | 타 점 | 도 루 | 도 루 자 | 희 생 번 | 희 생 플 | 볼 넷 | 고 4 | 사 구 | 삼 진 | 병 살 타 | 타 율 | 출 루 율 | 장 타 율 | O P S |
| ----------- | ---------- | ----- | ----- | ----- | ----- | ----- | ------- | ------- | ----- | ----- | ----- | ----- | -------- | -------- | -------- | ----- | ---- | ----- | ----- | -------- | ----- | -------- | -------- | ----- |
| 1937년 추계 | 이글스     | 1     | 1     | 1     | 0     | 0     | 0       | 0       | 0     | 0     | 0     | 0     | --       | 0        | --       | 0     | --   | 0     | 0     | --       | .000  | .000     | .000     | .000  |
| 1938년 춘계 | 이글스     | 1     | 1     | 1     | 0     | 0     | 0       | 0       | 0     | 0     | 0     | 0     | --       | 0        | --       | 0     | --   | 0     | 0     | --       | .000  | .000     | .000     | .000  |
| 1938년 추계 | 이글스     | 2     | 2     | 2     | 0     | 0     | 0       | 0       | 0     | 0     | 0     | 0     | --       | 0        | --       | 0     | --   | 0     | 1     | --       | .000  | .000     | .000     | .000  |
| 통산 : 2년  | 통산 : 2년 | 4     | 4     | 4     | 0     | 0     | 0       | 0       | 0     | 0     | 0     | 0     | --       | 0        | --       | 0     | --   | 0     | 1     | --       | .000  | .000     | .000     | .000  |

### 감독으로서의 팀 성적
- 통산 421경기 160승 15무 246패(승률 .394)